# Dubai Mall
O Dubai Mall é o segundo maior centro comercial do mundo em área total (atrás do New Century Global Centre, na China) e o vigésimo sexto em área útil para aluguel. Está localizado no complexo Burj Khalifa, em Dubai nos Emirados Árabes Unidos. Foi inaugurado em 4 de novembro de 2008. O shopping custou 20 bilhões de dólares e possui 1.200 lojas, hotel, 22 salas de cinemas multiplex stadium, uma praça de alimentação com 160 operações fast-food e 120 restaurantes, uma pista de patinação (Dubai Ice Rink) e um dos maiores aquários do mundo com mais de 33.000 animais marinhos em exposição (Dubai Aquarium and Discovery Centre).
Em junho de 2024, a construtora Emaar Properties anunciou uma expansão de 1,5 mil milhões de dirhams (408 milhões de dólares) do Dubai Mall.

## Galeria

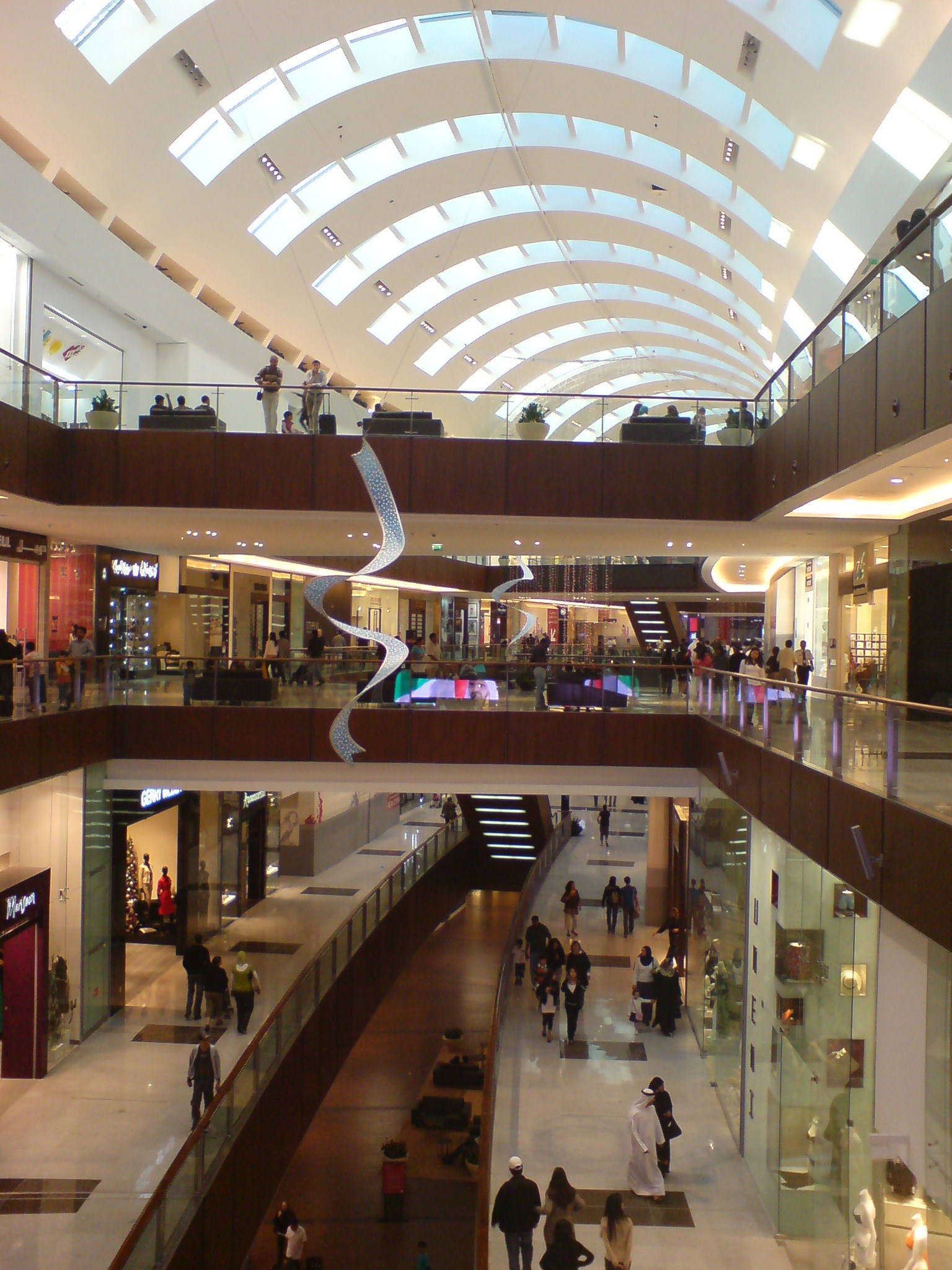
Imagem dos corredores do Dubai Mall.
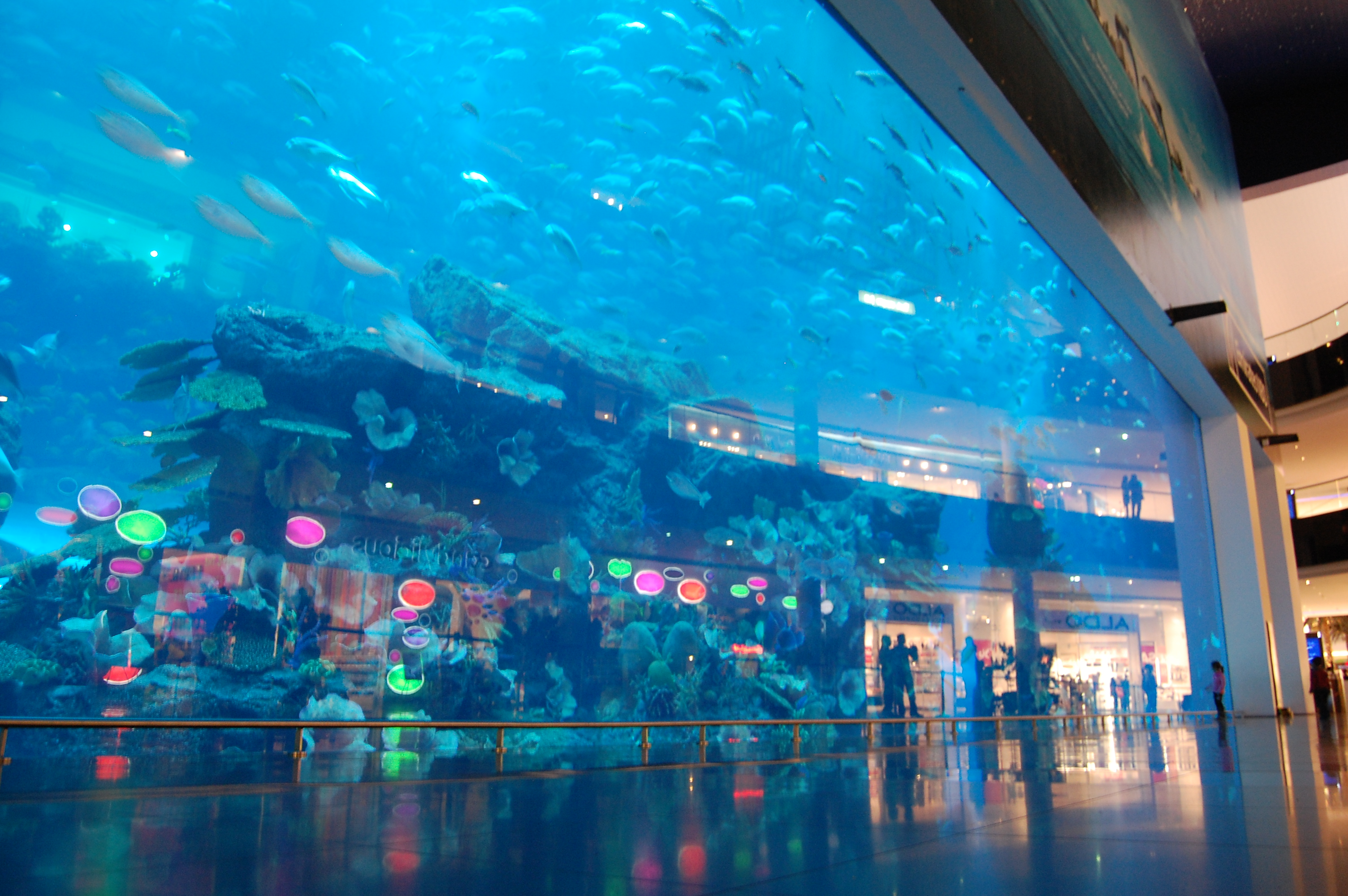
Aquário do shopping (Dubai Aquarium and Discovery Centre)
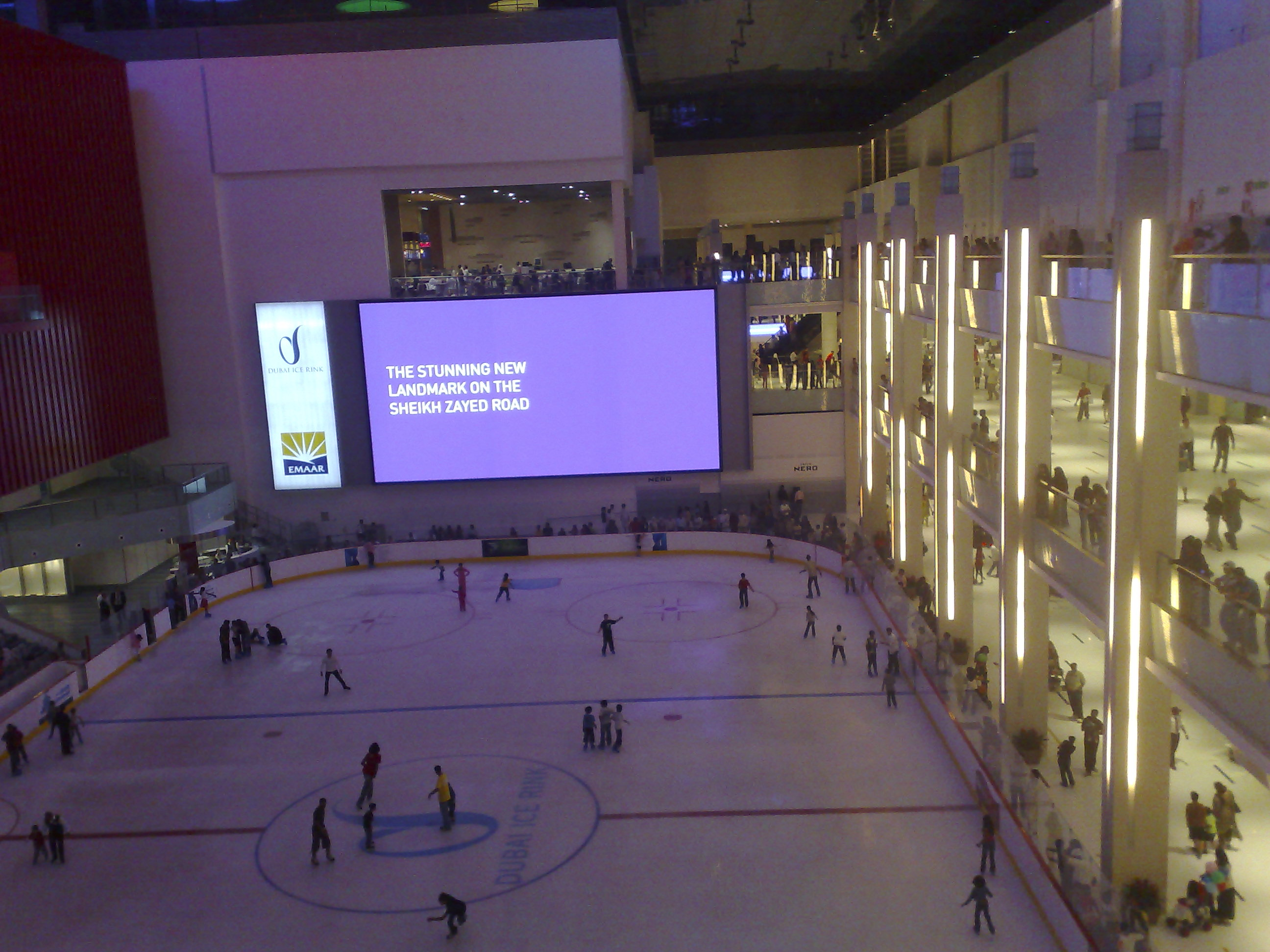
Pista de patinação (Dubai Ice Rink)